# Yemişli (Midyat)
Yemişli ist ein christliches Dorf im Landkreis Midyat der türkischen Provinz Mardin, welches in der Vergangenheit hauptsächlich von Suryoye (auch bekannt als Assyrer oder Aramäer) bewohnt wurde.

## Lage
Yemişli liegt etwa 72 km östlich der Provinzhauptstadt Mardin und 13 km südlich von Midyat auf einer direkten Straßenverbindung nach Nusaybin, weitere Ortschaften in der Umgebung verteilen sich wie folgt:
|              | Midyat 13 km                                |              |
| Mardin 72 km | Kompassrose, die auf Nachbargemeinden zeigt | Taşköy 16 km |
|              | Nusaybin 35 km                              | Üçköy 14 km  |

## Bevölkerung
Einst von Suryoye bewohnt, besteht heutzutage die Bevölkerung überwiegend aus Kurden und nur zu einem kleinen Teil aus den christlichen Ureinwohnern.

## Kirchen und Kapellen
Das Syrisch-Orthodox geprägte Dorf hatte einst sechs Kapellen sowie zwei Kirchen: Mor Quryaqos und Mor Eshayo.